# 呼叫223
呼叫223是大愛電視台「大愛真實人生劇場系列」，全劇共4集，於2007年4月17日至2007年4月20日在大愛劇場時段（台灣時間每天晚上8:00）播放。沈韶姮在第45屆金鐘獎獲得「迷你劇集最佳女配角獎」。

## 演員列表
- 黃柔閩(黃淑瑛)-林美蓮
- 尤姿雅-林美蓮（童年）
- 沈韶姮-林美蓮（少年）
- 蘇炳憲-張峻彬
- 蔡振南-美蓮父
- 高玉珊-美蓮母
- 郎祖筠-舞廳大班
- 黃婕菲-娜娜
- 夏振皓-阿清